# Boletus kermesinus
Boletus kermesinus es una especie de hongo boleto. Los cuerpos fructíferos son rojo oscuro con un sombrero pegajoso, y poseen un tallo reticulado. Fue descrito en el 2011, únicamente ha sido recolectado en la zona central de Honshu, Japón, donde crece en bosques subalpinos de coníferas.